# Bruno Pittermann
Bruno Pittermann (Viena, 3 de septiembre de 1905 - id. 19 de septiembre de 1983) fue un profesor y político austriaco, miembro del Partido Socialdemócrata (SPÖ).
En 1934 fue perseguido y encarcelado durante el régimen nazi. Sobrevivió a la Segunda Guerra Mundial y a partir de 1945 hasta 1971 fue miembro del Consejo Nacional (parlamento austriaco) por el Partido Socialdemócrata. Lideró la formación en Viena de 1950 a 1957 y fue nombrado Presidente del mismo ese año, cargo que ocupó hasta 1967. De 1964 a 1976 fue presidente de la Internacional Socialista.
A nivel de gobierno, fue vicecanciller a cargo de la planificación en las industrias nacionalizadas de 1957 a 1966, desempeñado un papel clave en la conciliación del SPÖ con la Iglesia Católica.